# Unione Sportiva Sambenedettese 1933-1934
Questa pagina raccoglie i dati riguardanti  l'Unione Sportiva Sambenedettese nelle competizioni ufficiali della stagione 1933-1934.

## Rosa
| N. |                   | Ruolo | Calciatore            |
| -- | ----------------- | ----- | --------------------- |
|    | Italia (bandiera) | P     | Pietro Cosignani      |
|    | Italia (bandiera) | P     | Luigi Palestini (I)   |
|    | Italia (bandiera) | D     | Giovanni Calabresi    |
|    | Italia (bandiera) | D     | Domenico Capecci (I)  |
|    | Italia (bandiera) | C     | Guido Marchegiani (I) |
|    | Italia (bandiera) | C     | Secondo Callegati     |
|    | Italia (bandiera) | C     | Giuseppe Riccetti     |
|    | Italia (bandiera) | C     | Antonio Patrizi       |
|    | Italia (bandiera) | C     | Piero Amadio          |
|    | Italia (bandiera) | C     | Alfredo Novelli       |

| N. |                   | Ruolo | Calciatore                |
| -- | ----------------- | ----- | ------------------------- |
|    | Italia (bandiera) | C     | Paolo Colli               |
|    | Italia (bandiera) | C     | Guido Sorge               |
|    | Italia (bandiera) | A     | Osvaldo Taffoni (I)       |
|    | Italia (bandiera) | A     | Giovanni Assenti (I)      |
|    | Italia (bandiera) | A     | Tommaso Marchegiani (III) |
|    | Italia (bandiera) | A     | Luigi Bazzano             |
|    | Italia (bandiera) | A     | Aldo Ulissi               |
|    | Italia (bandiera) | A     | Vinicio Obici             |
|    | Italia (bandiera) | A     | Umberto Pierini           |